# Gesta Hungarorum
Ne doit pas être confondu avec Chronica Hungarorum.

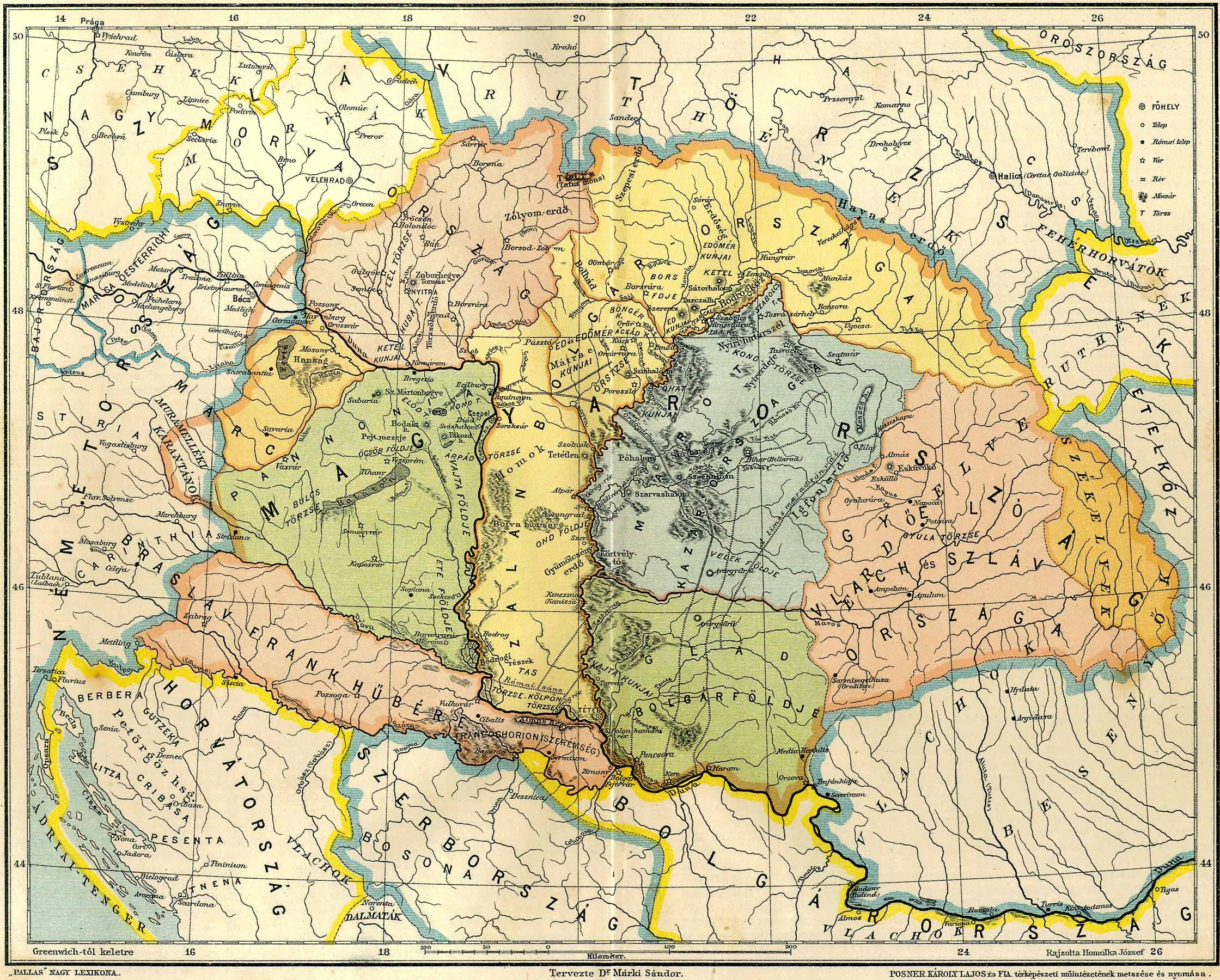
Carte hongroise du XIXe siècle illustrant la conquête de la Transylvanie par les Magyars

La Gesta Hungarorum (latin pour « la geste des Hongrois ») est une chronique de l'histoire hongroise primitive écrite par l'auteur inconnu Magister P. (désigné en hongrois par le nom Anonymus). Elle est contenue dans un manuscrit écrit aux alentours de 1200. Elle est un mélange de traditions orales, de sources anciennes, et d'inventions de la part de son auteur. Le titre Gesta Hungarorum peut aussi se référer à la Gesta Hunnorum et Hungarorum, écrite par un autre auteur : Simon de Kéza.

## Style et genre
La chronique Gesta Hungarorum a été écrite selon un genre littéraire populaire à cette époque, la vie d'un héros. L'auteur essaie de définir les familles régnantes du royaume de Hongrie comme les descendants des Árpáds ou de leurs alliés, et de magnifier les mérites des Árpáds dans le contexte de la conquête par les Magyars du bassin des Carpates au Xe siècle. Comme le Beowulf ou la Chanson de Roland, c'est typiquement une geste de cour destinée à être lue aux membres (et enfants) des familles aristocratiques royales ou proches de la famille royale, et plus soucieuse de glorifier les origines d'une dynastie, que d'exactitude historique.

## Contenu et controverses
La Gesta Hungarorum contient des faits authentiques (c'est-à-dire corroborés par d'autres sources d'information), des faits déformés, des passages fictifs et des informations qui ne peuvent pas être recoupées par d'autres sources. Quelques parties du texte sont considérées par la plupart des auteurs contemporains comme de pures inventions (par l'auteur ou par ses prédécesseurs), et contredisent les autres chroniques franques, tchèques ou byzantines. 
Un des passages les plus controversés de la Gesta Hungarorum concerne la mention de souverains locaux nommés Gelou, Glad et Menumorout en Transylvanie à l'arrivée des Magyars au Xe siècle. L'existence de ces trois duchés, dans une région habitée à la fois par des Magyars, des Valaques et des Slaves, et disputée au XXe siècle entre la Hongrie et la Roumanie, est considérée comme historique par la plupart des historiens roumains (et des atlas historiques de ce pays) alors qu'elle est niée par presque tous les historiens hongrois et par la plupart des historiens allemands, russes, slovaques ou serbes, ainsi que par quelques historiens roumains. Les arguments principaux contre la réalité de ces duchés sont la présence d'informations prouvées comme fausses, comme la mention de Coumans parmi les peuples qui auraient vécu en Transylvanie en ce temps, alors les Coumans n'arrivèrent que 150 ans après les Hongrois. L'opinion adverse soutient que la Gesta confond en fait les Coumans avec les Petchenègues, qui parlaient une langue très proche de celle des Coumans, et qui vivaient sur un territoire à peu près identique. Des historiens plus modérés comme Florin Contantiniu dans son Histoire sincère du peuple roumain considèrent que des formations politiques romanes appelées « Valachies », et slaves appelées « Sklavinies », ont bien existé dans la région, sous suzeraineté successivement avare, bulgare puis hongroise, et que leur souvenir y persistait, mais que leurs contours et noms réels, ainsi que ceux de leurs chefs, étant perdus, l'auteur de la Gesta Hungarorum en a inventé à partir des toponymes locaux. Selon cet historien, la Gesta n'est pas fiable sur les détails (l'historien Nicolae Iorga soutenait déjà cette opinion au début du XXe siècle) mais rend néanmoins compte du contexte général de l'intégration de la Transylvanie au royaume de Hongrie, des rivalités entre les églises de Rome et de Constantinople, et de l'effacement progressif de la Bulgarie au nord du Danube.

## Auteur

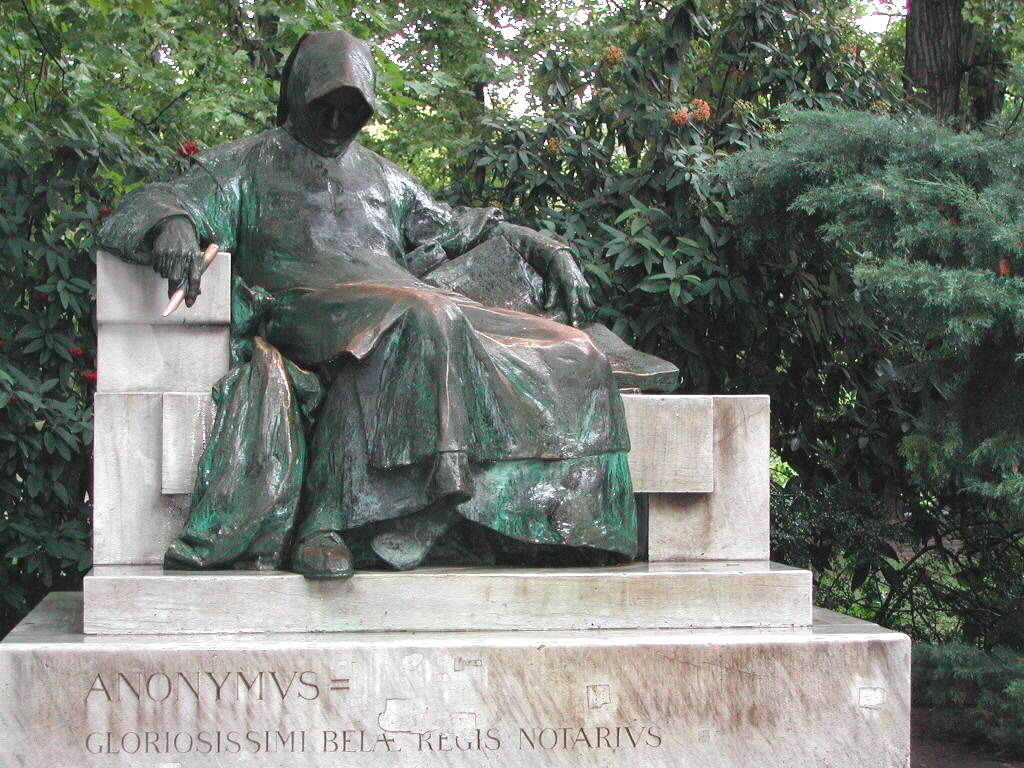
Statue dAnonymus au château de Vajdahunyad à Budapest.

Quant à l'identité de l'auteur de la Gesta, signant Magister P., les hypothèses sont qu'il pourrait s'agir :
- de Gallus Anonymus ;
- du chancelier du roi de Hongrie Bela II (1131-1141) : dans ce cas, ce pourrait être un certain Petrus, chancelier en 1124 de l'ancien roi Étienne II ;
- du chancelier du roi de Hongrie Bela III (1172-1196), version la plus acceptée aujourd'hui ;
- Péter Pósa, évêque de Bosnie.